# Vrije wil
De vrije wil is het vermogen van rationeel handelende personen om controle uit te oefenen over eigen daden en beslissingen. Om antwoord te kunnen geven op de vraag of dit vermogen werkelijk bestaat, moet het verband tussen vrijheid en oorzakelijkheid onderzocht worden, dat wil zeggen de vraag of, en in welke mate, de natuurwetten het menselijk gedrag bepalen.
De twee uitgesproken tegengestelde posities binnen dit debat zijn die van enerzijds het metafysisch libertarisme, dat betoogt dat de vrije wil (keuzevrijheid) een essentieel onderdeel vormt van het leven van het menselijk individu, en anderzijds die van het harde determinisme dat stelt dat de individuele vrije wil niet bestaat. Een tussenpositie vormt de opvatting dat het determinisme een gegeven is, maar dat menselijke vrije wil desondanks niet is uitgesloten. 
De vraag naar het al of niet bestaan van de menselijke vrije wil is een klassieke vraag binnen de filosofie van de geest. Het antwoord op deze vraag heeft ook theologische (religieuze), ethische (morele) en wetenschappelijke implicaties. In religieuze zin impliceert het bestaan van een vrije wil dat er geen alvermogende godheid bestaat die macht uitoefent over de menselijke wil en de keuzes die eruit voortvloeien. In ethische zin impliceert het bestaan van een menselijke vrije wil dat individuen voor hun daden moreel verantwoordelijk zijn. In wetenschappelijke zin gaat het om de vraag of menselijk handelen en denken biologisch (biochemisch) vooraf bepaald is, met name door processen in de menselijke hersenen.

## Vrije wil in de filosofie

Een vereenvoudigde taxonomie van de belangrijkste filosofische standpunten over de vrije wil.

Wat de vrije wil betreft bestaan er in de filosofie de volgende stromingen:
- Determinisme: de leer dat alle gebeurtenissen onder invloed van de natuurwetten volledig bepaald worden door voorafgaande gebeurtenissen en impliceert dat de wil niet vrij is.[1]
- Compatibilisme: de visie dat vrije wil en determinisme met elkaar verenigbaar zijn.
- Incompatibilisme: is de visie dat het onmogelijk is om een geloof in een deterministisch universum in overeenstemming te brengen met een geloof in vrije wil.[2]
  - Het harde determinisme is de versie van het incompatibilisme die het determinisme omarmt en het idee dat mensen een vrije wil hebben rigoureus verwerpt.[3]
  - Het metafysisch libertarisme heeft maar één ding gemeen met het Harde Determinisme, en dat is dat het de compatibilistische visie verwerpt. Aangezien libertariërs het bestaan van volledige vrije wil accepteren, moeten zij het determinisme ontkennen en uitgaan van een indeterminisme dat compatibel is met vrijheid.[4]

### Determinisme
Het determinisme is een ruim begrip dat een verscheidenheid aan meningen omvat. Overeenkomstig deze verschillende meningen ontstaan verschillende problemen betreffende de vrije wil.
- Het causaal (oorzakelijk of nomologisch) determinisme is de hypothese die stelt dat toekomstige gebeurtenissen bepaald zijn door voorafgaande en huidige gebeurtenissen in combinatie met de natuurwetten. Dit determinisme wordt soms verduidelijkt met het gedachte-experiment van de demon van Laplace. Stel je een entiteit voor die alle feiten van het verleden en heden kent, en ook alle heersende natuurwetten van het universum. Een dergelijke entiteit zou, onder bepaalde omstandigheden, deze kennis kunnen gebruiken voor het voorspellen van de toekomst, tot in het kleinste detail.[6]
- Het logisch determinisme gaat ervan uit dat alle proposities, zowel betreffende het verleden, het heden alsmede de toekomst, waar of niet waar zijn. In deze context is het probleem van de vrije wil in hoeverre keuzes vrij kunnen zijn, ervan uitgaande dat alle handelingen in de toekomst, in het heden reeds bepaald zijn als waar of niet waar.[5]
- Het theologisch determinisme is de hypothese die uitgaat van het bestaan van een God die alle menselijke handelingen bepaalt, hetzij door voorkennis van hun handelingen, middels een vorm van alwetendheid,[7] of door het vooraf verordonneren van hun handelingen[8] Het probleem van de vrije wil in deze context is, hoe ons handelen ooit vrij kan zijn, als er een opperwezen bestaat dat onze handelingen bij voorbaat bepaalt.
- Het biologisch determinisme is het idee dat alle vormen van gedrag, geloof en wil bepaald zijn door onze genetisch gedetermineerde eigenschappen. Er zijn meerdere hypothesen betreffende determinisme, zoals het culturele determinisme en het psychologisch determinisme,[5] terwijl combinaties en samenvoegingen van deterministische hypothesen, zoals bio-environmental determinisme, zelfs meer voorkomen.

In dit artikel is alleen het causaal (oorzakelijk) determinisme beschreven.

### Determinisme en emergentiegedrag
Sommige emergentisten, cognitiewetenschappers en evolutionair psychologen gaan ervan uit dat vrije wil niet bestaat. Een illusie van vrije wil ontstaat volgens hen echter doordat de interactie tussen een eindige reeks van regels en parameters schier oneindige gedragsmogelijkheden oplevert. De onvoorspelbaarheid van het emergente gedrag van deterministische processen leidt dus tot een perceptie van vrije wil, zelfs als vrije wil als een ontologische entiteit aangenomen wordt niet te bestaan. In dit geheel, ook al zou het gedrag van tevoren kunnen worden berekend, zal niets eenvoudiger zijn dan het louter waarnemen van het resultaat van de eigen berekeningen van de hersenen.
Sommige strategische bordspellen, ter verduidelijking, hebben strenge regels waarbij geen informatie (zoals de voorkant van een kaart bij kaartspellen) verborgen is voor geen van beide spelers, en waarin geen gebruik wordt gemaakt van willekeur (zoals het gooien van dobbelstenen) tijdens het spel. Desondanks kunnen strategische spellen zoals schaak en vooral Go, met zijn eenvoudige deterministische regels, een extreem hoog aantal van onvoorspelbare zetten hebben. Analoog gezien, suggereren “emergentisten” dat de ervaring van vrije wil voortkomt uit de interactie tussen eindige regels en parameters die oneindig en onvoorspelbaar gedrag genereren. Wanneer echter “al” deze gebeurtenissen verklaard zouden zijn, en er zou een mogelijkheid bekend zijn om deze gebeurtenissen te evalueren, dan zou het schijnbaar onvoorspelbaar gedrag voorspelbaar worden.
Cellulaire automata en de generatieve wetenschappen modelleren emergentie-processen van sociaal gedrag binnen deze filosofie, aantonend dat de ervaring van vrije wil een gave van onwetendheid is, of een product van onvolledige informatie.

### Compatibilisme

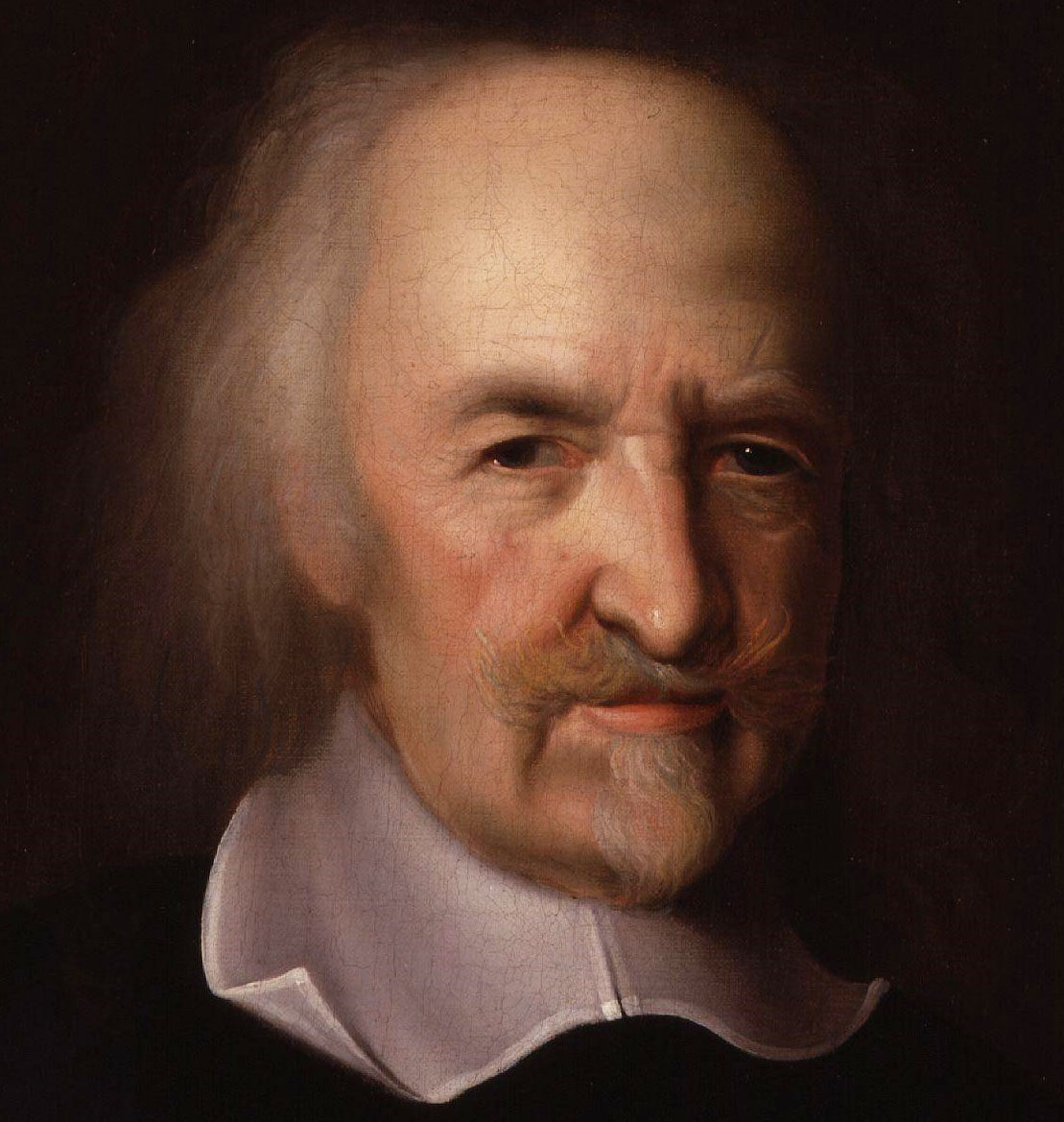
Thomas Hobbes was een klassiek compatibilist.

Compatibilisten handhaven de mening dat het determinisme compatibel is met de vrije wil. Een gebruikelijke strategie van "klassieke compatibilisten", zoals Thomas Hobbes, is te beweren dat mensen uit vrije wil handelen wanneer zij de handeling willen en anders hadden kunnen handelen als zij dit besloten hadden. Hobbes schrijft een dergelijke compatibilistische vrijheid soms toe aan de persoon, en niet aan een of ander abstract begrip van de wil. Bijvoorbeeld: "Ten slotte kan uit het gebruik van de term vrije wil geen vrijheid van wil, verlangen of karakter worden afgeleid, alleen de vrijheid van een persoon; die bestaat erin dat hij ongehinderd kan doen wat zijn wil, verlangen of karakter hem ingeeft" ("Lastly, from the use of the word free-will, no liberty can be inferred of the will, desire, or inclination, but the liberty of the man; which consisteth in this, that he finds no stop, in doing what he has the will, desire, or inclination to do.") Ter verduidelijking van deze cruciale stipulatie schrijft David Hume, “this hypothetical liberty is universally allowed to belong to every one who is not a prisoner and in chains". Ter verduidelijking van hun standpunt, wijzen compatibilisten op uitgesproken situaties waarin iemands vrije wil wordt ontkend door verkrachting, moord, diefstal of andere vormen van dwang. In deze situatie ontbreekt de vrije wil, niet omdat de toekomst causaal door het verleden is bepaald, maar omdat de aanvaller de wil en voorkeuren van het slachtoffer om eigen handelingen te bepalen, tenietdoet. De aanvaller domineert het slachtoffer en, volgens compatibilisten, is dit het wat de vrije wil tenietdoet. Zo stellen de compatibilisten dat het determinisme niet van belang is, maar wat van belang is, is dat de keuzes van het individu de resultaten zijn van zijn eigen wens en voorkeuren, en dat deze niet worden opgeheven door een of andere externe of interne macht. Om een compatibilist te zijn hoeft men geen enkel concept van vrije wil te onderschrijven, maar enkel en alleen ontkennen dat het determinisme incompatibel is met vrije wil.
De opvattingen van William James waren ambivalent. Hoewel hij op ethische gronden geloofde in de vrije wil, geloofde hij niet dat er vanuit wetenschappelijk standpunt enig bewijs voor was, en zijn eigen introspecties konden dit evenmin onderschrijven. Bovendien accepteerde hij het incompatibilisme niet, zoals hierna onder incompatibilisme wordt geformuleerd; hij geloofde niet dat het indeterminisme van het menselijk handelen een voorwaarde was voor morele verantwoordelijkheid. In zijn werk Pragmatism, schrijft hij dat "instinct and utility between them can safely be trusted to carry on the social business of punishment and praise", ongeacht metafysische theorieën. Hij geloofde dat het indeterminisme van belang is als een "doctrine of relief" (leer van verlichting)- die de opvatting toestaat dat, alhoewel de wereld in veel opzichten wellicht slecht is, het door handelingen van individuen een betere kan worden. Volgens hem ondermijnt het determinisme het meliorisme - het idee dat vooruitgang een werkelijk concept is dat leidt tot verbetering in de wereld.
“Moderne compatibilisten”, zoals Harry Frankfurt en Daniel Dennett, stellen dat er situaties zijn waarin de keuzes van een onderdrukt persoon nog steeds vrij zijn, omdat deze onderdrukking coïncideert met de eigen intenties en wensen van die persoon. Frankfurt, in het bijzonder, pleit voor een versie van compatibilisme die “hierarchical mesh” wordt genoemd. Het idee is dat een mens conflicterende wensen kan hebben op een first-order niveau en ook een wens betreffende de verschillende first-level wensen (een second-order wens), wat erop neerkomt dat een van deze wensen prevaleert boven de ander. Iemands wil wordt dan geïdentificeerd met de effectieve first-order wens, dat wil zeggen de wens waarnaar gehandeld wordt. Dit betekent bijvoorbeeld: Er zijn “lichtzinnige verslaafden”, “onwillige verslaafden” en “gewillige verslaafden”. Alle drie de groepen kunnen dezelfde conflicterende wensen hebben om de drug waar ze aan verslaafd zijn te willen nemen, en ook om deze niet te nemen. De eerste groep, “lichtzinnige verslaafden”, heeft geen second-order wens om deze drug niet te nemen. De tweede groep, “onwillige verslaafden”, heeft wel een second-order wens om deze drug niet te nemen, terwijl de derde groep “gewillige verslaafden”, een second-order wens heeft deze drug juist wel te nemen. Volgens Frankfurt, moeten de leden van de eerste groep beschouwd worden als gespeend van wil, en zijn derhalve geen persoon. De leden van de tweede groep wensen vrijelijk de drug niet te nemen, maar hun wil wordt overweldigd door de verslaving. De leden van de derde groep ten slotte, nemen gewillig de drug waar ze aan verslaafd zijn. Deze theorie van Frankfurt kan zich uitbreiden tot meerdere niveaus. Critici van deze theorie stellen dat er geen zekerheid bestaat dat er geen conflicten zullen ontstaan, zelfs op de higher-order niveaus van wens en voorkeur. Anderen beargumenteren dat Frankfurt geen adequate opheldering geeft over hoe de verschillende niveaus in de hiërarchie in elkaar grijpen.
In Elbow Room (1984), presenteert Dennett een argument voor een compatibilistische theorie van de vrije wil, die hij verder in detail uitwerkt in zijn boek Freedom Evolves (2003). De basisgedachte is dat, wanneer men God, een oneindig machtige demon en andere dergelijke mogelijkheden uitsluit, vanwege chaos en kwantumonzekerheid, dan de toekomst voor alle eindige wezens vaag is. De enige welomlijnde dingen zijn “verwachtingen”. De mogelijkheid om “anders” te handelen, heeft slechts zin wanneer men naar deze verwachtingen handelt, en niet naar een of andere onbekende of onkenbare toekomst. Omdat individuen de mogelijkheid hebben anders te handelen dan dat er van hen verwacht wordt, kan vrije wil bestaan. Volgens incompatibilisten, is het probleem met deze gedachte dat we wellicht louter automatisch en op voorspelbare wijze reageren op stimulansen uit onze omgeving, en daarom worden al onze handelingen bestuurd door externe krachten, of door het toeval. Er bestaan subtielere analyses van de compatibilistische vrije wil, alsmede andere kritieken.

### Incompatibilisme

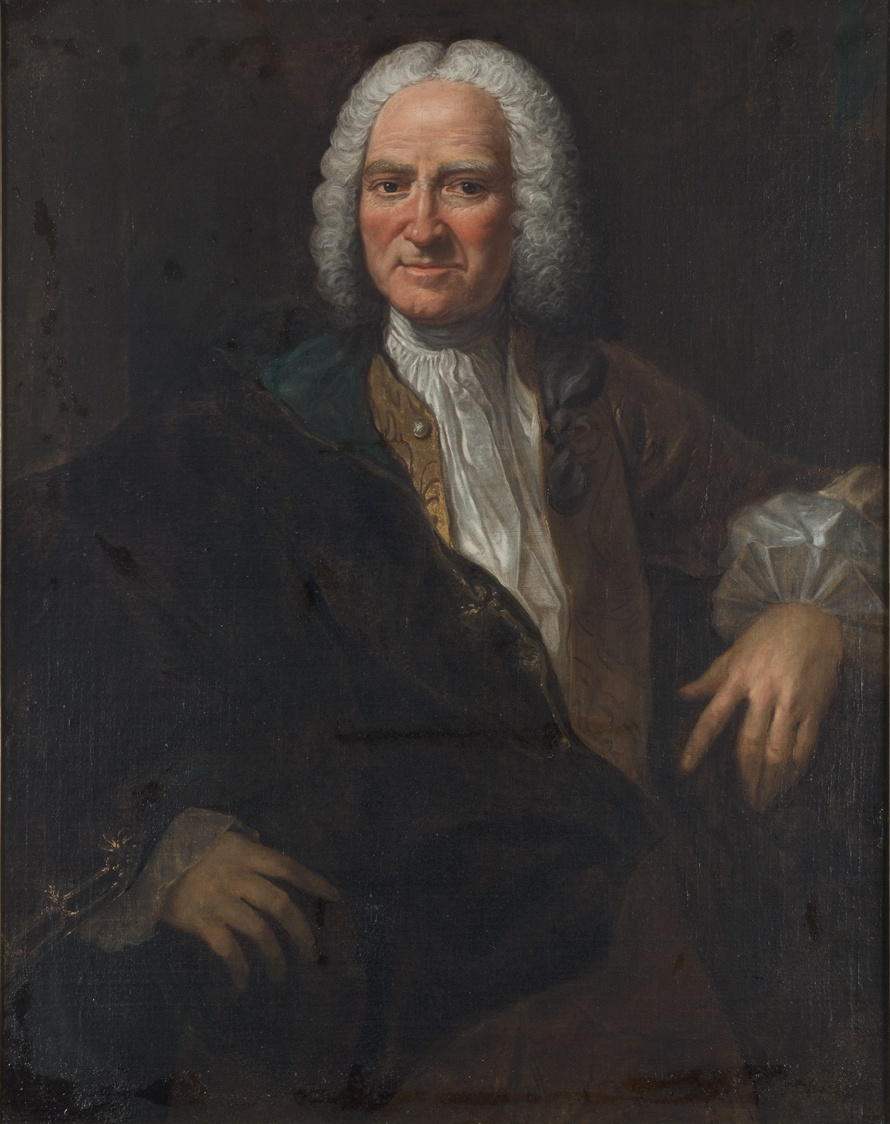
Baron d'Holbach was een harde determinist.

De “harde deterministen”, zoals Baron d’Holbach, Julien Offray de La Mettrie en Baruch de Spinoza, zijn incompatibilisten die het determinisme accepteren en de vrije wil afwijzen. “Metafysische libertariërs”, zoals Thomas Reid, Peter van Inwagen, en Robert Kane, zijn incompatibilisten die de vrije wil accepteren en het determinisme ontkennen, met de visie dat een bepaalde vorm van indeterminisme bestaat. Een andere visie is die van het “harde incompatibilisme”, dat ervan uitgaat dat de vrije wil niet compatibel is met determinisme, noch met indeterminisme. Deze visie wordt verdedigd door Derk Pereboom.
Een van de traditionele argumenten voor het incompatibilisme is gebaseerd op een “intuition pump” (Dennett), die veronderstelt dat wanneer iemand gedetermineerd is in zijn keuzes of handelingen, hij gelijk moet zijn aan andere mechanische dingen die gedetermineerd zijn in hun gedrag. Dat wil zeggen, dat als iemands gedrag causaal gedetermineerd is, hij niet méér ontwikkeld is dan een opwindbaar stuk speelgoed, een biljartbal, een marionet, of een robot. Aangezien deze dingen geen vrije wil hebben, heeft een mens ook geen vrije wil, uitgaande van determinisme. Deze redenering is bestreden door compatibilisten zoals Daniel Dennett omdat, ook al zouden mensen iets met deze dingen gemeen hebben, dit niet impliceert dat er geen belangrijke verschillen zouden zijn.
Een ander argument voor het incompatibilisme is dat van de “causal chain”. De meeste incompatibilisten verwerpen het idee dat handelingsvrijheid slechts gebaseerd is op “vrijwillig” gedrag. Zij houden liever vast aan het idee dat vrije wil betekent dat de mens de uiteindelijke of scheppende oorzaak moet zijn van zijn handelingen. Hij moet een causa sui (dat wat oorzaak van zichzelf is) zijn, in traditionele bewoording. Om verantwoordelijk te zijn voor je keuzes, moet je de eerste oorzaak zijn van deze keuzes, waarbij eerste oorzaak betekent dat er geen andere oorzaak aan deze voorafgaat. De bewering, in dat geval, is dat wanneer de mens een vrije wil heeft, hij de uiteindelijke oorzaak van zijn handelingen is. Als determinisme waar is, dan zijn alle keuzes die iemand maakt veroorzaakt door gebeurtenissen en feiten buiten zijn macht. Dus als alles wat iemand doet veroorzaakt wordt door gebeurtenissen en feiten buiten zijn macht, dan kan hij niet de uiteindelijke oorzaak zijn van zijn handelingen. Op grond daarvan kan hij geen vrije wil hebben. Ook dit argument is door verschillende compatibilistische filosofen in twijfel getrokken.
Een derde argument voor het incompatibilisme is in de zestiger jaren geformuleerd door Carl Ginet en heeft veel aandacht gekregen in de moderne literatuur. Dit vereenvoudigde argument luidt ongeveer als volgt: Als determinisme waar is, dan hebben we geen controle over de gebeurtenissen uit het verleden die ons heden hebben bepaald, en geen controle over de wetten der natuur. Daar we geen controle hebben over deze zaken, kunnen we ook geen controle hebben over de consequenties hiervan. Omdat onze keuzes en handelingen in het heden, volgens het determinisme, de noodzakelijke consequenties zijn van het verleden en de natuurwetten, hebben we hier geen controle over, en hebben we derhalve geen vrije wil. Dit wordt het consequence argument genoemd.
Voor compatibilisten brengt dit argument echter met zich mee dat men onmogelijk anders had kunnen kiezen dan dat men gedaan heeft. Bijvoorbeeld, als Jan een compatibilist is, en net op een stoel is gaan zitten, dan is hij ervan overtuigd dat hij had kunnen blijven staan als hij dat gewild had. Maar als gevolg van het consequence argument, betekent dit dat als Jan was blijven staan, hij een contradictie zou hebben veroorzaakt, de natuurwetten zou hebben overtreden, of het verleden zou hebben aangepast. Derhalve zijn compatibilisten, volgens Ginet en van Inwagen, overtuigd van het bestaan van “onvoorstelbare vermogens”.

Een tegenargument is dat dit een ontwijkend antwoord geeft op de begrippen vermogen en behoeften, of dat de vrije wil, opgeroepen om welke keuze dan ook te maken, in werkelijkheid een illusie is, en de keuze al gemaakt was, zich niet bewust zijnde van zijn “beslisser”. David Kellogg Lewis suggereert dat compatibilisten alleen overtuigd zijn van het vermogen iets op een andere wijze te kunnen doen, wanneer er werkelijk in het verleden andere omstandigheden hadden bestaan.

### Libertaristisch incompatibilisme
Een andere visie, vallend onder het incompatibilisme, is het metafysische libertarisme. Het libertarisme houdt in dat vrije wil bestaat, en dat het individu de mogelijkheid moet hebben om meer dan één mogelijke beslissing te nemen onder bepaalde omstandigheden. Daar het determinisme impliceert dat er slechts één mogelijke toekomst bestaat, is het niet compatibel met dit concept van vrije wil, en moet onjuist zijn. (De verschillende concepten van vrije wil vormen een groot deel van de discussie tussen compatibilisten en incompatibilisten; er is echter wel algemene instemming over de betekenis van determinisme).
Beschouwingen over determinisme worden onderverdeeld in bovennatuurlijke theorieën en wetenschappelijke of naturalistische theorieën. Bovennatuurlijke theorieën houden in dat een niet-fysische geest of ziel boven de fysische oorzakelijkheid staat, waardoor fysische hersenactiviteiten die leiden tot het uitvoeren van handelingen, niet in zijn geheel fysisch verklaard kunnen worden. Deze benadering is verwant aan het geest-lichaam dualisme en kan een theologische motivatie bevatten. Iemand als Willem van Ockham stelt bijvoorbeeld dat de mens in staat is tot vrije keuze dankzij zijn spirituele ziel. Hij betoogt echter verder dat men het bestaan van deze ziel noch de vrijheid ervan kan aantonen via redelijke argumenten of bewijzen, maar dat het slechts een kwestie van geloof is. Het bestaan van de ziel kan dus niet worden vastgesteld op basis van objectieve feiten, maar slechts verondersteld worden op basis van subjectieve overtuigingen en praktische ervaring.
Wetenschappelijke verklaringen van het libertarisme (gekarakteriseerd als naturalistisch, libertaristische vrije wil) beroepen zich soms op het panpsychisme, de theorie dat een eigenschap van de geest geassocieerd is met alle deeltjes, en het gehele universum doordringt, in zowel bewuste als onbewuste entiteiten. Andere naturalistische benaderingen vereisen niet dat de vrije wil een fundamenteel onderdeel is van het universum; normale willekeurigheid verschaft hun gewoon de “speelruimte” die volgens libertariërs noodzakelijk is. Vrije wilsuiting wordt beschouwd als een bijzondere vorm van een complex, zich op hoog niveau afspelend proces met een onzekerheidsfactor. Een voorbeeld van een dergelijke benaderingswijze is ontwikkeld door Robert Kane. Toch kan men aan het totale universum een vorm van vrijheid of vrije wil toe-eigenen, daar het universum in zijn totaliteit door niets kan be-invloed worden ;en daar de mens een deel is van dat universum heeft hij dan ook een deel van die vrijheid of vrije wil; zie ook beroep op het panpsychisme.

### Andere visies

Veel van het werk van Arthur Schopenhauer is gericht op het begrip vrije wil en haar relatie tot vrijheid.

Sommige filosofische visies zijn moeilijk te categoriseren als compatibilistisch of incompatibilistisch, deterministisch of libertarisch. John Locke, bijvoorbeeld, ontkende dat de uitdrukking “vrije wil” enige betekenis zou hebben. Hij meende dat het al of niet bestaan van determinisme niet relevant was. Volgens hem was het kenmerkende van vrijwillig gedrag, dat individuen het vermogen hebben om beslissingen lang genoeg uit te stellen om de consequenties van een keuze te overwegen: "[...] in werkelijkheid betekent de wil niets meer dan de macht of het vermogen om te kiezen." Op een vergelijkbare manier stelde David Hume dat de hele discussie over vrije wil wellicht niets meer is dan een “verbale” kwestie. Ook suggereerde hij dat het uitgelegd kon worden als “een onecht gevoel of schijnbare ervaring” (een neiging, een onbeduidende wens), geassocieerd met veel van onze handelingen op het moment dat we ze uitvoeren. Bij nader inzien, realiseren we ons dat ze noodzakelijk en al van tevoren bepaald waren.
Arthur Schopenhauer behandelde het vraagstuk van de vrije wil en de morele verantwoordelijkheid aan de hand van de volgende begrippen:
"A priori, denkt iedereen van zich zelf dat hij volledig vrij is, zelfs in zijn eigen handelingen, en ieder moment een andere manier van leven kan beginnen… Maar a posteriori, door ervaring, ontdekt hij tot zijn verbazing dat hij niet vrij is, maar ondergeschikt aan noodzakelijkheid, dat hij ondanks al zijn beslissingen en overwegingen zijn handelwijze niet verandert, en dat hij vanaf het begin tot het einde van zijn leven juist die karaktereigenschappen tentoon moet spreiden die hij zelf veroordeelt...."
In zijn "Ueber die Freiheit des menschlichen Willens" stelde Schopenhauer: "Je kunt doen wat je wilt, maar op een willekeurig bepaald moment van je leven kun je maar één bepaald iets willen en absoluut niets anders dan dat."
Rudolf Steiner, die meewerkte aan een complete uitgave van het werk van Arthur Schopenhauer, schreef Die Philosophie der Freiheit, gericht op het probleem van de vrije wil. Steiner (1861-1925) verdeelt het probleem in eerste instantie in de twee aspecten van vrijheid: vrijheid van gedachte en vrijheid van handeling. Hij stelt, dat innerlijke vrijheid wordt bereikt wanneer we de kloof overbruggen tussen onze zintuiglijke impressies, die het uiterlijke voorkomen van de wereld weergeven, en onze gedachten, die ons toegang verschaffen tot de innerlijke kenmerken van de wereld. Uiterlijke vrijheid wordt bereikt door onze daden van morele verbeeldingskracht te doordringen. Steiner tracht aan te tonen dat innerlijke en uiterlijke vrijheid integraal aan elkaar verbonden zijn, en werkelijke vrijheid alleen wordt bereikt wanneer ze verenigd zijn.
De filosoof Henri Bergson stelde dat de deterministische opvatting van het menselijk handelen een illusie is, en voortkomt uit een verkeerd beeld van de begrippen tijd en ruimte, die men volgens Bergson te mechanistisch opvat. Bergson wijst erop dat het menselijke taal-apparaat, en een aangeboren platoonse intuïtie, ons wel aansporen de dingen in de werkelijkheid op te vatten als vaste substanties, maar volgens Bergson is nooit aangetoond dat deze intuïties juist zijn. Hij bestrijdt de veronderstelling dat alle menselijke bewustzijns-toestanden letterlijke en volmaakte vertalingen van de ruimtelijke bewegingen zouden zijn, die in het lichaam of in het zenuwstelsel plaatsvinden. Tegelijkertijd vereenzelvigt Bergson zich niet met de positie van de indeterministen. Beide partijen - de deterministen en indeterministen - gaan uit van een verkeerde benaderingswijze. Ze slagen er niet in de ware aard van tijd waar te nemen, maar gaan uit van een ruimtelijke opvatting van handelingen, en zoeken naar de voorgaande handelingen die daar hebben plaatsgevonden. Concepten als voorspelling en oorzakelijkheid zijn echter volgens Bergson zinloos als men ze wil toepassen op iets als bewustzijn.
Ook Thomas Nagel bespreekt het probleem van vrije wil in zijn werk, en stelt dat het vanouds verkeerd wordt voorgesteld. Hij vat het probleem op als een botsing tussen wat hij noemt het subjectieve en het objectieve standpunt bij de mens. Het probleem rond de vrije wil bestaat er in dat een objectief, afstandelijk standpunt het hele punt van handelingen zelf ondergraaft. Als men de keuze om vandaag naar het park te gaan in een reeks causale gebeurtenissen plaatst, die het veroorzaakt hebben, dan lijkt het geen ding te zijn dat we zelf doen, maar lijkt het iets te zijn dat gewoon gebeurt of plaatsvindt. Het maakt voor Nagel niet uit of determinisme waar is of niet, maar het gaat om twee manieren om een zaak te beschrijven.
De hedendaagse filosoof Galen Strawson (1952) deelt de mening van Locke, dat de juistheid of onjuistheid van het determinisme niet relevant is voor het probleem. Hij stelt dat het concept van vrije wil leidt tot een oneindige regressie en derhalve nutteloos is. Strawson stelt dat, als men in een bepaalde situatie verantwoordelijk is voor wat men doet, men ook verantwoordelijk moet zijn voor hoe men is in bepaald mentaal opzicht. Maar het is onmogelijk om verantwoordelijk te zijn voor hoe men is in alle opzichten. Dit is zo, omdat om verantwoordelijk te kunnen zijn in een bepaalde situatie “S”, men verantwoordelijk had moeten zijn voor hoe men was in situatie “S-1”. Om verantwoordelijk te kunnen zijn voor hoe men was in situatie “S-1”, had men verantwoordelijk moeten zijn voor hoe men was in situatie “S-2”, etc. Op zeker punt in de keten moet er een handeling zijn geweest die een nieuwe causale keten heeft veroorzaakt. Maar dit is onmogelijk. Je kunt jezelf of je mentale gesteldheid niet uit het niets scheppen (creatio ex nihilo). Dit argument brengt met zich mee dat vrije wil op zich absurd is, maar niet dat het onverenigbaar is met het determinisme. Strawson noemt zijn eigen visie “pessimisme”, maar het kan geclassificeerd worden als “hard incompatibilisme”.
Ted Honderich is van mening dat determinisme een realiteit is, dat compatibilisme en incompatibilisme beide onwaar zijn, en dat het werkelijke probleem hier buiten valt. Honderich handhaaft het principe dat het determinisme waar is, omdat kwantumfenomenen abstracte entiteiten zijn, en geen gebeurtenissen of dingen die kunnen worden waargenomen in ruimte en tijd. Zelfs al zou het gebeurtenissen op microniveau betreffen, dan lijken ze geen enkele relevantie te hebben ten aanzien van de wereld op macroscopisch niveau. Hij stelt dat, ook al is het determinisme waar, het incompatibilisme onwaar is omdat incompatibilisten geen adequate verklaring over de oorsprong hebben gegeven en dit ook niet kunnen. Hij verwerpt het compatibilisme omdat het, net als het incompatibilisme, uitgaat van een enkel, fundamenteel concept van vrijheid. Er zijn in werkelijkheid echter twee concepten van vrijheid: vrijwillige handelingen en oorsprong. Beide concepten zijn nodig om vrijheid van wil en verantwoordelijkheid te kunnen verklaren. Zowel het determinisme als het indeterminisme zijn bedreigingen voor een dergelijke vrijheid. Het afstand nemen van deze concepten van vrijheid zou hetzelfde zijn als het afstand nemen van morele verantwoordelijkheid. Aan de ene kant hebben we onze intuïties, aan de andere kant de wetenschappelijke feiten. Het “nieuwe” probleem is hoe dit conflict op te lossen.

### Ethiek en morele verantwoordelijkheid
Over het algemeen houdt de maatschappij personen verantwoordelijk voor hun handelingen, en zal ze hiervoor complimenteren of veroordelen. Velen geloven echter dat morele verantwoordelijkheid, vrije wil vereist. Een ander belangrijk aspect in de discussie over de vrije wil is dus, of individuen ooit moreel verantwoordelijk kunnen zijn voor hun handelingen, en als dit zo is, in welk opzicht.
Incompatibilisten zijn geneigd te geloven dat het determinisme niet strookt met morele verantwoordelijkheid. Het lijkt onmogelijk iemand verantwoordelijk te houden voor een handeling die voorspeld zou kunnen zijn vanaf het begin van tijd. Harde deterministen zeggen “So much the worse for free will” (vrij vertaald: Zo zie je maar weer met die vrije wil), en zij weerleggen het concept. De beroemde advocaat Clarence Darrow, pleitte voor de onschuld van zijn cliënten, Leopold en Loeb, zich beroepend op een dergelijk concept van hard determinisme. Tijdens zijn pleidooi, verklaarde hij:
"Wat heeft deze jongen ermee te doen? Hij was niet zijn eigen vader, hij was niet zijn eigen moeder, hij was niet zijn eigen grootouders. Dit alles was hem in de hand gespeeld. Hij heeft zichzelf niet omgeven door gouvernantes en rijkdom. Hij heeft zichzelf niet gemaakt. En toch zou hij gedwongen zijn om te boeten."
Omgekeerd zeggen libertariërs “So much the worse for determinism!”. Daniel Dennett stelt de vraag waarom we ons druk zouden moeten maken over, of iemand wel of niet de eigenschap verantwoordelijkheid had, en speculeert dat het idee van morele verantwoordelijkheid wellicht “slechts een metafysische hunkering” zou zijn. Jean-Paul Sartre stelt dat mensen soms beschuldiging en verantwoordelijkheid ontwijken door zich te verschuilen achter het determinisme: “…we staan altijd klaar om een uitvlucht te zoeken in een geloof in het determinisme als deze vrijheid te zwaar op ons drukt of als we een excuus nodig hebben”. Hoe dan ook is een niet minder verdedigbare positie, dat het classificeren van zulke mensen in “base” of “dishonest”, niets anders is dan of hun handelingen wel of niet gedetermineerd zijn.
Morele verantwoordelijkheid is de kern van de discussie tussen harde deterministen en compatibilisten. Harde deterministen zijn erop ingesteld te accepteren dat individuen vaak “vrije wil” hebben in de strekking van de compatibilist, maar zij ontkennen dat deze betekenis van vrije wil uitgangspunt voor morele verantwoordelijkheid kan zijn. Het feit dat iemands keuzes vrijwillig zijn, volgens harde deterministen, verandert niets het feit dat het determinisme deze persoon zijn verantwoordelijkheid ontneemt.

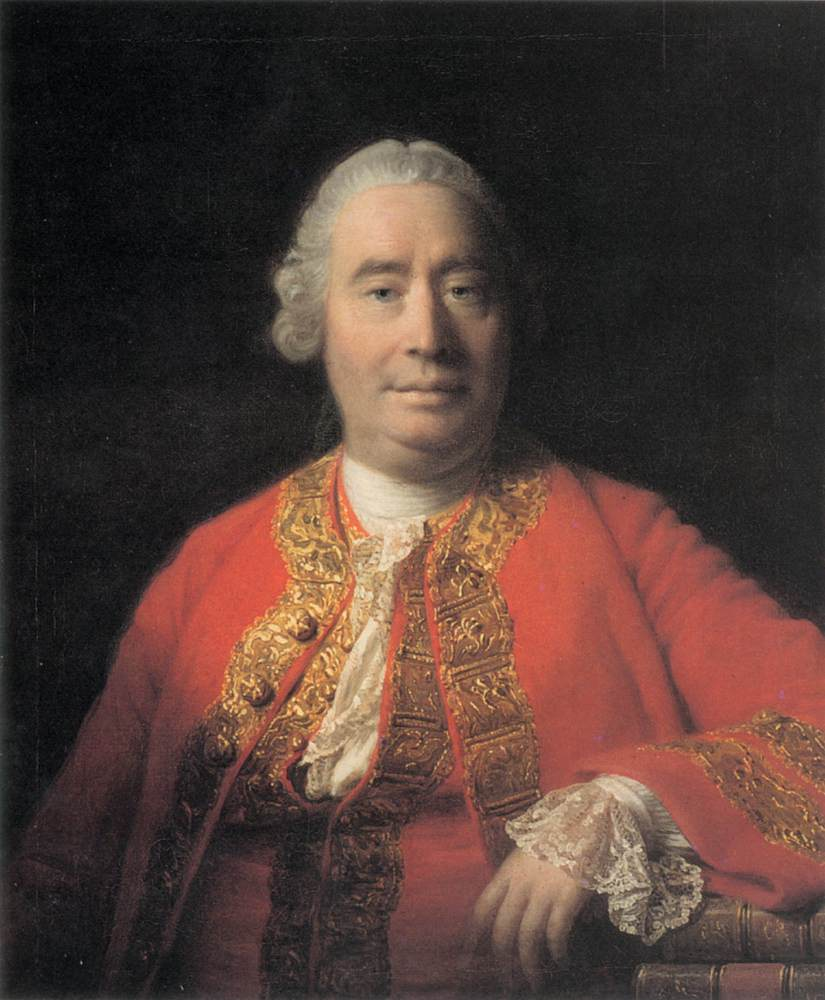
Allan Ramsay, David Hume (1766 Scottish National Gallery of Modern Art)

Compatibilisten daarentegen, stellen dat het determinisme een noodzakelijke voorwaarde is voor morele verantwoordelijkheid. De gemeenschap kan iemand niet verantwoordelijk houden, tenzij zijn handelingen door iets waren gedetermineerd. Dit argument kan worden teruggevoerd tot David Hume.
Als indeterminisme waar is, dan zijn de gebeurtenissen die niet gedetermineerd zijn willekeurig. Het is bedenkelijk om iemands uitgevoerde handelingen die spontaan door zijn zenuwstelsel zijn gegenereerd, te complimenteren of veroordelen. Daarentegen, moet men kunnen aantonen hoe de handelingen voortgekomen is uit iemands wensen en voorkeuren (iemands karakter), voordat men de persoon moreel verantwoordelijk kan stellen. Libertariërs kunnen daar op antwoorden, dat niet-gedetermineerde handelingen totaal niet willekeurig zijn, en dat zij een resultaat zijn van een onafhankelijke wil waarvan de beslissingen niet-gedetermineerd zijn. Dit argument wordt door compatibilisten onbevredigend bevonden, omdat dit het probleem ons een stap terug voert.
Het lijkt ook een soort mysterieuze metafysica te impliceren, alsmede het concept van ex nihilo nihil fit (Uit niets wordt niets). Libertariërs hebben daarop als antwoord geprobeerd opheldering te geven over hoe de ongedetermineerde wil verbonden kan zijn aan een sterke macht.
Paulus, stelt het probleem van de morele verantwoordelijkheid, in zijn “Brief aan de Romeinen”, als volgt aan de orde: "Heeft de pottenbakker niet de vrijheid om van dezelfde klomp klei zowel een kostbare vaas als een alledaagse pot te maken?”. Volgens deze visie kunnen individuen toch veroordeeld worden voor hun handelingen, ook al waren deze handelingen uiteindelijk volledig door God bepaald.
Een vergelijkbare visie is, dat de individuele aansprakelijkheid in het individuele karakter zit. Dit houdt in dat iemand met het karakter van een moordenaar, geen andere keuze heeft dan het moorden, maar toch veroordeeld kan worden omdat het rechtvaardig is om mensen voor hun slechte karakter te straffen. In hoeverre iemands karakter bepaald is, is in dit perspectief niet relevant.

Robert Cummins en anderen, stellen daarom dat mensen niet beoordeeld zouden moeten worden naar hun individuele handelingen, maar eerder naar hoe deze handelingen “reflect on their character”. Als het karakter (hoe ook gedefinieerd) de overheersende causale factor is in het bepalen van iemands keuzes, en deze keuzes in moreel opzicht fout zijn, dan zou men de persoon ook verantwoordelijk moeten stellen voor deze keuzes, ongeacht genen en andere factoren.
Een uitzondering op de veronderstelling dat morele aansprakelijkheid in het individuele karakter ligt, of in de vrijwillige handelingen, is in situaties waarin verminderde toerekeningsvatbaarheid aangehaald kan worden als argument dat de schulddaad niet het product is van een schuldige gedachte. In dergelijke situaties gaan rechtssystemen van de meeste westerse gemeenschappen ervan uit dat de persoon in zeker opzicht niet schuldig is, omdat zijn handelingen een gevolg zijn van abnormale hersenactiviteit.
Joshua Greene en Jonathan Cohen, onderzoekers op het gebied van de neuro-ethiek, stellen op basis van dergelijke gevallen dat ons huidige besef van morele verantwoordelijkheid gebaseerd is op libertarische (en dualistische) intuïties. Zij stellen dat in cognitief neurowetenschappelijk onderzoek voorbijgegaan wordt aan deze intuïties, door aan te geven dat de hersenen verantwoordelijk zijn voor onze handelingen, en niet alleen in gevallen van duidelijke psychoses, maar ook in minder duidelijke situaties. Beschadiging van de frontale kwabben bijvoorbeeld, verminderen het vermogen om onzekere risico’s in te schatten en verstandige besluiten te nemen, en leiden daarom tot een verhoogde aannemelijkheid dat iemand een gewelddadige misdaad zal plegen. Dit geldt niet alleen voor patiënten die een beschadiging aan de voorhoofdskwabben hebben opgelopen door een ongeluk of beroerte, maar ook voor adolescenten die een verminderde voorhoofdskwabben activiteit vertonen in vergelijking tot volwassenen, en zelfs voor chronisch verwaarloosde en mishandelde kinderen. In elk van deze gevallen kan men stellen dat de schuldige partij minder verantwoordelijk is voor zijn handelingen. Greene en Cohen voorspellen dat wanneer zulke voorbeelden meer gemeengoed worden en bekendheid krijgen, interpretaties van vrije wil en morele verantwoordelijkheid door jury’s, zich verder zullen verwijderen van het concept van libertarische intuïtie dat hen nu ondersteunt.
Ook stellen Green en Cohen dat rechtssystemen deze libertarische interpretatie niet nodig hebben. Alleen vergeldingsconcepten van rechtvaardiging waarbij het doel van het rechtssysteem het straffen van mensen voor misdaden is, hebben de libertarische intuïtie nodig. Consequentialistische benaderingen van rechtsgelding, die het promoten van toekomstig welzijn tot doel hebben, in plaats van een verdiende straf te geven, kunnen zich zelfs staande houden tegenover een harde deterministische interpretatie van vrije wil. De rechtssystemen en concepten van de rechtspleging kunnen dus gehandhaafd blijven, zelfs wanneer nieuw neurowetenschappelijk bewijs de libertarische intuïties van vrije wil zou ondermijnen.

## In de wetenschap

### Natuurkunde
Veel, maar niet alle, argumenten voor of tegen vrije wil behelzen een aanname over de waar- of onwaarheid van het determinisme. De wetenschappelijke methode wekt de verwachting deze aannames in feiten om te kunnen zetten. Toch zouden zulke feiten nog steeds gecombineerd moeten worden met filosofische overwegingen, om tot een argument voor of tegen vrije wil te kunnen komen. Bijvoorbeeld, als compatibilisme waar is, dan zou de waarheid van het determinisme geen rol spelen in de vraag over het bestaan van de vrije wil. Aan de andere kant, zou een bewijs van het determinisme in combinatie met een uitspraak voor het incompatibilisme, opgeteld resulteren in een uitspraak tegen de vrije wil.
Volgens oude wetenschappelijke gedachte werd het universum vaak als deterministisch beschreven, en beweerden sommige geleerden dat het eenvoudig verzamelen van voldoende informatie hen in staat zou stellen de toekomst uiterst nauwkeurig te kunnen voorspellen. De moderne wetenschap, daartegenover, is een mengeling van deterministische en stochastische theorieën. De kwantummechanica voorspelt gebeurtenissen slechts in termen van waarschijnlijkheid, hierdoor verwarring veroorzakend over de vraag of het universum überhaupt deterministisch is. Niettemin kan de kwantummechanica ook op een deterministische wijze geïnterpreteerd worden, namelijk zoals beschreven is binnen de mechanica van Bohm. De mogelijkheid dat het universum op macroscopisch niveau wellicht bestuurd wordt door indeterministische wetten, zoals dit binnen (de orthodox interpretatie van) de kwantummechanica aanvaard wordt, heeft de interesse in de vrije wil onder natuurkundigen weer opgewekt. Er zijn echter wel een aantal bezwaren.
Door sommigen wordt beweerd dat kwantum indeterminisme zich beperkt tot microscopische fenomenen. De bewering dat gebeurtenissen op atomisch of corpusculair (deeltjes) niveau niet vast te stellen zijn, kan experimenteel en zelfs technologisch worden bestreden: Sommige hardwarematige random nummer generatoren, bijvoorbeeld, werken door het versterken van kwantum effecten tot praktisch bruikbare signalen. Dit zou echter alleen neerkomen op een macroscopisch indeterminisme als aangetoond kan worden dat microscopische gebeurtenissen werkelijk indeterministisch zijn.
Deze beschouwing leidt tot de kritiek op de op indeterminisme gebaseerde vrije wil, op basis van de stelling dat de kwantummechanica niet willekeurig is, maar enkel onvoorspelbaar. Sommige wetenschappelijke deterministen, in navolging van Albert Einstein, geloven in zgn. “verborgen variabelen theorieën”, volgens welke de onvoorspelbaarheid van de kwantummechanica veroorzaakt wordt door het negeren van een additionele groep van fysische variabelen die niet expliciet inbegrepen is in de standaard theorie (voor meer informatie: Bohm interpration en EPR paradox). Bepaalde verborgenvariabelentheorieën werden in twijfel getrokken door een artikel van John Bell uit 1964 met daarin de gelijknamige ongelijkheden van Bell. Bell toonde aan dat verborgenvariabelentheorieën niet kunnen voldoen aan de "lokaliteitseis" van Einstein, afkomstig uit de EPR-paradox. Dit betekent echter niet dat verborgenvariabelentheorieën geheel onmogelijk zijn: de theorie van Bohm is namelijk een verborgenvariabelentheorie die een non-lokaal karakter kent, hetgeen in overeenstemming is met de eerder genoemde ongelijkheden van Bell. In het geval van de mechanica van Bohm is er dus sprake van determinisme.
Later kwam er ook een meer filosofisch bezwaar. Er is gesteld dat wanneer een handeling heeft plaatsgevonden ten gevolge van kwantumonzekerheid, dit op zichzelf betekent dat vrije wil ontbreekt, aangezien een dergelijke handeling niet gecontroleerd kan zijn door iemand die beweert zo’n vrije wil te bezitten. Als deze bewering verenigd wordt met incompatibilisme, dan zou daar uit voortvloeien dat vrije wil onmogelijk is, aangezien het niet verenigbaar zou zijn met zowel determinisme als indeterminisme, en dit zijn de enige opties. Wanneer het daarentegen verenigd wordt met compatibilisme, dan zou dit betekenen dat vrije wil alleen mogelijk is in een deterministisch universum.
Robert Kane heeft het succes van de kwantummechanica en de chaostheorie uitgebuit om incompatibilistische vrijheid te verdedigen in zijn “The Significance of Free Will”, en andere werken.

### Genetica
Evenals fysici, hebben ook biologen regelmatig vragen behandeld met betrekking tot de vrije wil. Het Nature-nurture-debat (aanleg-opvoeding-debat) is een van de meest verhitte discussies in de biologie, betreffende het belang van genetica en biologie versus cultuur en leefomgeving, voor de verklaring van het menselijk gedrag. De visie van de meeste onderzoekers is dat veel menselijke gedragingen verklaard kunnen worden in termen van menselijke hersenen, genen en evolutionair verleden. Hiermee dreigt het gevaar dat een dergelijke toekenning het onmogelijk maakt om anderen verantwoordelijk te stellen voor hun daden. In de visie van Steven Pinker, is de angst voor determinisme in de context van “genetica” en “evolutie” een vergissing, en is dit een “confusion of explanation with exculpation” (verwarring van verklaring met vrijspraak). Voor verantwoordelijkheid hoeft gedrag niet zonder oorzaak te zijn, zolang het gedrag reageert op goed- en afkeuring. Bovendien is het niet zeker dat bepaling door leefomgeving, minder bedreigend is voor de vrije wil dan genetische bepaling.

### Neurowetenschap

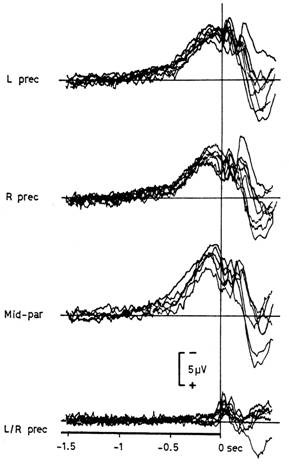
Typische opname van de “readiness potential”. Libet onderzocht of de neurale activiteit overeenstemde met de “gevoelde intentie” (of wil) om te bewegen, door proefpersonen.

Het is mogelijk geworden om het levende brein te bestuderen, en onderzoekers kunnen nu de beslissingmakende “machine” in werking zien (zie ook neurowetenschap). Een fundamenteel experiment op dit gebied was uitgevoerd door Benjamin Libet in de tachtiger jaren (20e eeuw), waarin hij elke proefpersoon vroeg om een willekeurig moment te kiezen om zijn pols te bewegen terwijl hij de daarmee geassocieerde hersenactiviteit mat (in het bijzonder de stijging van het elektrische signaal, ook wel “readiness potential” genoemd, of gereedheidspotentieel). Alhoewel het algemeen bekend was dat het gereedheidspotentieel aan de fysieke beweging voorafgaat, stelde Libet de vraag of het gereedheidspotentieel correspondeerde met de gevoelde intentie om te bewegen. Om te bepalen wanneer de proefpersoon de intentie om te bewegen voelde, vroeg hij hem te kijken naar de grote wijzer van een klok en daarvan de positie aan te geven op het moment dat hij de bewuste wil had om te bewegen.
Libet ontdekte dat de onbewuste hersenactiviteit die resulteerde in de bewuste beslissing van de proefpersoon om zijn pols te bewegen, ongeveer een halve seconde eerder begon dan dat de proefpersoon bewust voelde dat hij had besloten om te bewegen. Libets bevindingen suggereren dat de beslissingen gemaakt door een proefpersoon, eerst gemaakt zijn in een onderbewustzijnsniveau en pas daarna vertaald worden in een “bewuste beslissing”, en dat de overtuiging van de proefpersoon dat het plaatsvond in opdracht van zijn wil slechts toe te schrijven was aan zijn retrospectieve gezichtspunt ten opzichte van de handeling. De interpretatie van deze bevindingen zijn bekritiseerd door Daniel Dennett, die stelt dat mensen hun aandacht zullen moeten verplaatsen van hun aandacht voor de klok, en dat dit een tijdelijke wanverhouding veroorzaakt tussen de gevoelde wilservaring en de waargenomen positie van de klokwijzer. In overeenstemming met dit argument hebben latere onderzoeken aangetoond dat de exacte numerieke waarde varieert, afhangende van de aandachtigheid. Ondanks de verschillen in de exacte numerieke waarde, heeft de hoofdbevinding stand gehouden.
Als variant op deze opdracht, vroegen Haggard en Eimer proefpersonen niet alleen te beslissen op welk moment, maar ook welke hand te bewegen. In dit geval correleerde de gevoelde intentie meer met de “lateralized readiness potential” (LRP), een EEG component die het verschil meet tussen de linker en rechter hersenhemisfeer activiteit. Haggard en Eimer stellen dat het gevoel van bewuste wil daarom moet volgen op de beslissing om een van de handen te bewegen, aangezien het LRP de beslissing om een bepaalde hand op te tillen weergeeft.
Verwante experimenten hebben aangetoond dat hersenprikkeling invloed kan hebben op welke hand mensen bewegen, ofschoon de ervaring van vrije wil zelfs intact was. Ammon en Gandevia hebben ontdekt dat het mogelijk was om te beïnvloeden welke hand mensen bewegen, door frontale gebieden die betrokken zijn bij het bepalen van beweging te prikkelen met het gebruik van transcraniële magnetische stimulatie in de linker- of rechterhemisfeer van de hersenen. Rechtshandige mensen zouden normaal gesproken 60% van de tijd kiezen om hun rechterhand te bewegen, maar wanneer de rechterhemisfeer geprikkeld werd zouden ze in plaats daarvan 80% van de tijd hun linkerhand kiezen (vergeet niet dat de rechterhemisfeer van de hersenen verantwoordelijk is voor de linkerhelft van het lichaam, en de linkerhemisfeer voor de rechterhelft). Ondanks de invloed van buitenaf op het maken van hun beslissing, bleven de proefpersonen volhouden dat zij geloofden dat hun handkeuze vrijwillig gemaakt was. In een daaropvolgend experiment, kregen Álvaro Pascual-Leone en collega’s vergelijkbare resultaten, maar zij merkte tevens op dat de transcraniële magnetische stimulatie plaats moet vinden binnen 200 milliseconden, in overeenstemming met de tijdsduur afgeleid van de experimenten van Libet.
Ondanks deze bevindingen, interpreteert Libet zelf zijn experiment niet als bewijs van de onwerkzaamheid van de bewuste vrije wil— hij attendeert er op dat, ook al kan de neiging een knop in te drukken oplopen gedurende 500 milliseconden, de bewuste wil het recht behoudt die handeling in de laatste paar milliseconden te weigeren. Volgens dit model kunnen onbewuste impulsen om een wilsdaad uit te voeren, onderdrukt worden door de bewuste inspanningen van de proefpersoon (soms vermeld als “free won’t”, “vrije niet wil”). Een vergelijking wordt ook wel gemaakt met een golfspeler, die wellicht zijn golfstok meerdere malen zal slingeren voordat hij de bal raakt. De handeling wordt eenvoudigweg afgekeurd in de laatste milliseconden. Max Velmans stelt echter dat “free won’t” (het niet-willen) weleens net zoveel neurale voorbereiding nodig zou kunnen hebben als “vrije wil”.

### Psychologie
Veel menselijk gedrag vindt plaats zonder dat wij ons daarvan bewust zijn, of daarbij hoeven na te denken. Een voorbeeld hiervan is priming: de beïnvloeding van keuzes door een van tevoren aangeboden prikkel die niet bewust wordt waargenomen. Ook wordt veel informatie door de hersenen automatisch verwerkt, dus zonder dat wij ons van alle aspecten of details bewust zijn. Denk bijvoorbeeld aan autorijden op de snelweg, of het typen op het toetsenbord van de computer. Automatisch gedrag betekent niet primair dat dit gedrag 'onvrij' is, maar dat hiervoor geen bewuste aandacht nodig is. Omdat het geen beroep doet op onze beperkte verwerkinsgcapaciteit ontstaat er ruimte voor andere processen en zaken. De automobilist kan bijvoorbeeld een gesprek voeren met een passagier of via zijn handsfreetelefoon.
Het idee dat veel menselijk gedrag en zelfs ingewikkelde beslissingen veelal automatisch plaatsvinden, dus zonder een bewuste sturing, lijkt in strijd te zijn met het algemene gevoel dat ons gedrag het gevolg is van een bewust keuzeproces.Volgens de onderzoeker Daniel Wegner berust dit gevoel op een soort illusie van de hersenen dat we zelf iets in gang hebben gezet. Wegner merkt op dat een gebeurtenis verondersteld wordt een tweede gebeurtenis te hebben veroorzaakt, als er aan twee voorwaarden is voldaan: 1) de eerste gebeurtenis volgt direct op de tweede, en 2) de eerste gebeurtenis is consistent met het hebben veroorzaakt van de tweede gebeurtenis.
Als iemand bijvoorbeeld een explosie hoort en een boom ziet omvallen, zal die persoon waarschijnlijk concluderen dat de explosie het vallen van de boom heeft veroorzaakt. Als de explosie echter plaatsvindt ná het vallen van de boom (ofwel, aan de eerste voorwaarde wordt niet voldaan), of in plaats van een explosie de persoon een telefoon hoort rinkelen (ofwel, aan de tweede voorwaarde wordt niet voldaan), dan zal de persoon waarschijnlijk geen van beide geluiden in verband brengen met het vallen van de boom.
Wegner heeft dit principe toegepast op de conclusies die mensen trekken betreffende hun eigen bewuste wil. Karakteristiek voor mensen is dat zij een gedachte ervaren die consistent is met een gedrag, en vervolgens opmerken dat zij zelf dit gedrag vertonen. Als gevolg concluderen mensen dat hun gedachten het waargenomen gedrag moeten hebben veroorzaakt. Het is Wegner echter gelukt om gedachten en gedragingen van mensen zo te manipuleren, dat ze voldoen of niet voldoen aan de twee voorwaarden voor causale gevolgtrekking. Hierdoor heeft Wegner kunnen aantonen dat mensen gedragingen die zij in feite niet hebben veroorzaakt toch zullen ervaren als product van hun eigen wil, en omgekeerd, dat mensen er toe gebracht kunnen worden om het gedragingen die zij wel veroorzaakten, als ongewild te ervaren. Dergelijk onderzoek impliceert dat de perceptie van bewuste wil niet gebonden is aan het uitvoeren van de werkelijke gedragingen. Alhoewel velen dit onderzoek interpreteren als een aanval op het betoog voor vrije wil, beweert Wegner dat zijn werk alleen informeert over de mechanismen betreffende de perceptie van beheersing, en niet betreffende de beheersing zelf.
Benjamin Libet heeft in de zeventiger jaren van de twintigste eeuw een grote reeks experimenten gedaan (later ook door andere onderzoekers zijn overgedaan met dezelfde uitkomsten) waarmee hij aantoonde dat een halve seconde voordat een bewust besluit genomen wordt om een bepaalde motorische handeling te verrichten, in het motorisch gebied van het brein al voorbereidende activiteit voor die handeling gezien kan worden bij EEG metingen. Daaruit concludeerde  hij dat een bewust besluit om iets te doen al eerder op onbewust niveau door het brein zelf genomen wordt en dus buiten onze bewuste wil tot stand komt. Ergo: de vrije wil bestaat niet. Wereldwijd hebben tal van wetenschappers zich door de experimenten laten imponeren en overtuigen. In Nederland waren  dat vooral Dick Swaab in zijn boek voor jongeren Jij bent je brein. en de Amsterdamse hoogleraar Victor Lamme in zijn boek De vrije wil is een illusie. Pas in 2017 is daar door de Groningse hoogleraar cognitieve psychiatrie André Aleman een weerwoord op gepubliceerd: Je brein de baas; de rol van bewust denken. Door een gedetailleerde analyse van Libets experimenten en conclusies, en een opsomming van alle bezwaren die daar internationaal tegenin zijn gebracht geeft hij ons bewuste denken de rol van de reisleider  van de vrije wil. Aleman had eerder dat jaar al  naam gemaakt met  zijn boek Het seniorenbrein dat een bestseller werd.

### Neuropsychologie en psychiatrie
In de neuropsychologie en psychiatrie worden verscheidene hersenengerelateerde condities beschreven, waarin iemand zijn eigen handelingen niet volledig stuurt.
Bijvoorbeeld: mensen die lijden aan het syndroom van Gilles de la Tourette en daaraan gerelateerde ticafwijking maken ongecontroleerde spierbewegingen en uitspraken, tics genoemd, hoewel zij dit liever niet zouden doen wanneer dit sociaal ongepast is. Tics worden gekenmerkt als semi-vrijwillig of “unvoluntary”, omdat zij niet zuiver onvrijwillig zijn. Ze kunnen worden ervaren als een vrijwillige reactie op een niet gewilde aangekondigde drang. Tics worden ervaren als onweerstaanbaar en moeten uiteindelijk uitgevoerd worden. Mensen met het syndroom van Gilles de la Tourette kunnen soms hun tics tot op zekere hoogte onderdrukken gedurende een bepaalde tijd, maar dit kan vervolgens leiden tot de uitbarsting van tics. De actieve zelfbeheersing (van secondes tot uren) zal de uiteindelijke uitbarsting van tics slechts uitstellen en verergeren.
Bij een “alien-handsyndroom” (AHS), vertoont een ledemaat van de gekwelde persoon zinvolle gedragingen zonder de intentie van de persoon. De klinische definitie vereist “het gevoel dat een ledemaat vreemd is of een eigen wil heeft, samen met aantoonbare onvrijwillige motoriek” (met nadruk “zonderling”). Het syndroom is vaak het gevolg van een beschadiging aan het corpus callosum, enerzijds wanneer het is gescheiden ter behandeling van hardnekkige epilepsie, of te wijten aan een beroerte. Een mogelijke neurologische verklaring is dat de 'gevoelde wil' weergegeven door de taaldominante linkerhemisfeer, niet overeenkomt met de handelingen uitgevoerd door de niet-taaldominante rechterhemisfeer. Dit zou impliceren dat de twee hemisferen een onafhankelijk besef van vrije wil zouden kunnen hebben.
Vergelijkbaar is een van de diagnostische symptomen van schizofrenie, namelijk de illusie dat men beheerst wordt door een externe macht. Mensen met schizofrenie zullen soms vertellen dat, hoewel ze wel concrete handelingen uitvoeren, ze deze niet in gang hebben gezet of gewild hebben. Het lijkt op een robot die door iemand anders wordt aangestuurd. Alhoewel er nog geen duidelijkheid bestaat over de neurale werking van schizofrenie, is een invloedrijke hypothese dat er een storing is in de hersensystemen die de motoriek vergelijken met de ontvangen terugkoppeling van het lichaam (bekend als proprioceptie), resulterend in bijkomende hallucinaties en waanvoorstellingen over de controle (beheersing).
Ook obsessieve-compulsieve stoornis (OCS) en ander compulsief gedrag, zoals compulsieve eetstoornis en verslaving, kunnen in verband gebracht worden met een ontbreken van vrije wil. De innerlijke drang om bepaalde handelingen uit te voeren of steeds maar weer te herhalen is daarbij moeilijk te onderdrukken of te negeren.

### Vrije wil en zelfsturing: neurale factoren
Begrippen als vrije wil en keuzevrijheid kunnen ook bekeken worden vanuit het perspectief van zelfsturing. In welke mate zijn wij in staat onze keuzes, gedachten en gevoelens te sturen en zo nodig bij te sturen? Een betere zelfsturing betekent dat men meer vrijheid heeft in het nemen van beslissingen of het maken van keuzes e.d. Soms kunnen fysieke factoren de mogelijkheden voor zelfsturing beperken. Hormonale veranderingen in de puberteit maakt dat bijvoorbeeld gedrag van pubers moeilijk 'in de hand te houden' is. En een ernstig slaapgebrek maakt het moeilijk om wakker te blijven. In het dagelijks leven is bewuste sturing van gedrag niet altijd nodig, omdat veel van onze handelingen vrijwel automatisch en zonder na te denken plaatsvinden. Denk aan vertrouwde situaties of activiteiten waarmee wij veel ervaring hebben zoals autorijden of de krant lezen. In situaties, waarbij we niet kunnen terugvallen op onze routine of ervaring, of bijvoorbeeld een fout moet worden gecorrigeerd, wordt er echter wél een beroep gedaan op bewuste zelfsturing. In de hersenen bevinden zich belangrijke gebieden en circuits die deze processen aansturen, zoals de cortex cingularis anterior en de ventromediale prefrontale cortex. Deze gebieden zijn ook wel in verband gebracht met executieve functies en de vrijwillige aansturing van ons gedrag. Een belangrijke rol daarbij spelen stoffen als dopamine, serotonine en noradrenaline, die via verschillende zenuwbanen in de hersenen naar deze gebieden projecteren. Een beschadiging van deze hersengebieden kan leiden tot een verlies aan bewuste aansturing van de ledematen.
Een voorbeeld is het bovengenoemde alien-handsyndroom waarbij de patiënt het gevoel heeft dat zijn hand een ‘eigen wil’ heeft. Patiënten met het syndroom van Gilles de la Tourette hebben een betere beheersing van hun tics na toediening van serotonine-agonisten. Deze gebieden en stoffen hebben echter niet alleen invloed op de beheersing van de motoriek. Zij bepalen ook de affectieve verwerking van prikkels uit de omgeving, zoals de beleving van beloning en straf. Zo kan een beschadiging van de ventromediale prefrontale cortex leiden tot gebrekkige inschatting van de emotionele valentie van prikkels.
Deze voorbeelden tonen aan dat zelfsturing bepaald wordt door een geheel aan factoren in de hersenen, waarbij er meestal sprake is van een samenspel tussen zowel verstandelijke als gevoelsmatige factoren. Verminderde zelfsturing (of: vrijheid in het maken van keuzes) kan vanuit deze optiek gezien worden als een gevolg van afwijkingen in de regulerende factoren. Dit kan een gevolg zijn van verstoringen in neurochemische balans (hormonale dysfuncties, te hoge of te lage dopamine niveaus etc.) of van beschadigingen in het limbisch systeem en prefrontale cortex. Zelfsturing en keuzevrijheid zijn dus geen 'alles of niets'-processen, maar kennen gradaties en nuanceringen.

## Vrije wil in het recht
Het recht gaat op verschillende plaatsen ervan uit dat mensen bewuste handelingen kunnen verrichten. Dat geldt ook voor entiteiten die door mensen worden opgericht (rechtspersonen). Het uitgangspunt is dat de menselijke wil vrij is. Het recht trekt zich daarbij weinig aan van gedragswetenschappelijke verklaringen die de vrije wil ter discussie stellen, zoals in de criminologie. Om die reden kunnen handelingen die in strijd zijn met recht aan mensen worden verweten. Verwijtbaarheid kan een voorwaarde zijn voor het kunnen opleggen van sancties. Wel zal die verwijtbaarheid in veel gevallen wegvallen wanneer blijkt dat een geestelijke stoornis de vrije wil heeft beïnvloed. Hij hierbij valt te denken aan de ontoerekeningsvatbaarheid. Dit tast het uitgangspunt van de vrije wil echter niet aan. Zoals op meer plaatsen in het recht, steunt het concept van de vrije wil voor een deel op ficties die eerder gebaseerd zijn op maatschappelijke waarden en normen, dan op een wetenschappelijke onderbouwing. Dat betekent dat een rechter niet zal onderzoeken of een bepaalde handeling is gewild: het willen wordt uit de handeling afgeleid omdat een handeling een bepaalde betekenis heeft. Het tegendeel kan door degene die heeft gehandeld in sommige gevallen wel worden aangetoond.
De wil is in het recht vaak een institutie, omdat een werkelijke handeling vaak een bepaalde juridische kwalificatie krijgt als 'wilsuiting'. Aan die wilsuiting zijn vervolgens in het systeem van het recht allerlei gevolgen verbonden waarop de werkelijke wil niet was gericht. Niettemin gaat het recht ervan uit dat die gevolgen wel zijn gewild. Zo heeft sluiten van een overeenkomst tot gevolg dat de regels van het overeenkomstenrecht van toepassing worden. Omdat iedereen geacht wordt de wet te kennen, kan volgens de principes van het recht niemand een beroep doen op onbekendheid met de juridische betekenis van zijn handelingen. De legitimatie van het feit dat iemand door het rechtssysteem gedwongen wordt de rechtsgevolgen te aanvaarden, vloeit voort uit vermoeden dat zijn vrije wil op die gevolgen gericht was. Dit vermoeden is - naar de regels van het recht - in principe onweerlegbaar.

## Vrije wil in de theologie

### Christelijke theologie
Vrije wil is onbijbels.
Impliciet, het Oude Testament beweert zowel de stelling als de tegenstelling.
De theologische leer van goddelijke voorkennis is vaak verklaard als in conflict met vrije wil. Als God toch precies weet wat er zal gebeuren, tot aan elke keuze die men maakt toe, dan wordt de status van keuze als vrij ter discussie gesteld. Als God eeuwige en ware kennis over iemands keuzes zou hebben, dan zou dit iemands vrijheid lijken te beperken. Dit probleem is verwant aan het probleem van Aristoteles van de zeestrijd. Als er één zal komen, dan lijkt het dat het waar was gisteren dat er één zou komen. Dan zou het onvermijdelijk zijn dat de zeestrijd zal plaatsvinden. Als er geen zal komen, dan, volgens vergelijkbare redenering, is het onvermijdelijk dat het niet plaats zal vinden. Dit betekent dat de toekomst, wat die ook moge zijn, volledig vastgelegd is door vroegere waarheden – ware beweringen over de toekomst.
Sommige filosofen volgen echter William van Ockham in zijn stelling dat noodzakelijkheid en mogelijkheid gedefinieerd worden met betrekking tot een bepaald moment in tijd en een gegeven matrix van empirische omstandigheden, en dat daarmee iets dat nauwelijks mogelijk lijkt vanuit het perspectief van een toeschouwer, wellicht onvermijdelijk is vanuit het perspectief van een alwetendheid. Sommige filosofen volgen Philo van Alexandrië in zijn bewering dat vrije wil een karakteristiek is van de menselijke ziel en dat niet-menselijke dieren dus geen vrije wil hebben.
De verhouding tussen genade en de vrije wil bleek een van de voornaamste strijdpunten tijdens de Reformatie. Waar de katholieke kerk bleef volhouden dat de genade de vrije wil in stand hield, brachten de reformatoren naar voren dat de mens zo aangetast was door de erfzonde dat de mens een slaaf was geworden. Enkel de genade die 'onwederstandelijk' was kon de mens redden. Reformator Johannes Calvijn stelde dat de mens in de zondeval zijn vrije wil verloren heeft en onvermijdelijk tot het kwade getrokken wordt. Calvijn stelt dat de mens niet gedwongen wordt om te zondigen, maar dat het wel onvermijdelijk is.  De vrije wil speelde onder andere een belangrijke rol in de polemiek tussen de katholieke Erasmus en Luther, waarbij eerstgenoemde in reactie op Luthers servo arbitrio (de geknechte wil) het katholieke standpunt verdedigde in De libero arbitrio. De goddellijke genade hielp de mens volgens Erasmus om God en Christus te kennen en zelfstandig te kunnen kiezen tussen goed en kwaad. Daarnaast werd naar voren gebracht dat de liefde voor God enkel mogelijk was als het een keuze was van de mens.
De Deense christelijke theoloog en filosoof Søren Kierkegaard beweerde dat goddelijke alwetendheid niet losgekoppeld kan worden van goddelijke goedheid. Als een ware Almachtige en goed wezen, kon God wezens scheppen met werkelijke vrijheid tegenover God. Bovendien zou God dit vrijwillig zo doen, omdat, “het grootste goed…., dat voor een wezen gedaan kan worden, groter dan al het andere dat iemand daarvoor kan doen, is het werkelijk vrij zijn”. De “free will defense” van de Amerikaanse filosoof Alvin Plantinga, is een hedendaagse uitbreiding op dit thema, met een bijdrage over hoe God, vrije wil en het kwaad, consistent zijn.

### Islamitische theologie
In de islam is de theologische kwestie doorgaans niet hoe de vrije wil met Gods voorkennis in overeenstemming gebracht kan worden, maar met Gods jabr, of goddelijke autoritaire macht. al-Ash’ari ontwikkelde een “acquisitie” of “dual-agency” vorm van compatibilisme, waarin de menselijke vrije wil en de goddelijke jabr, beide verdedigd waren, en die een steunpunt werd voor het dominante Asharitische standpunt. In de sjiitische islam wordt Ash’aris begrip van een hogere harmonie ten opzichte van voorbestemming, door de meeste theologen in twijfel getrokken. Volgens de sjiitische leer is vrije wil de bepalende factor voor de verantwoordelijkheid van mensen voor zijn daden, tijdens zijn gehele leven. Alle handelingen die door iemands vrije wil genomen zijn zouden geoordeeld worden op de dag des oordeels, omdat het zijn of haar eigen handelingen zijn, en niet van God.

### Joodse theologie
Joodse filosofie benadrukt dat vrije wil een product is van de innerlijke menselijk ziel, waarbij zij het woord neshama (van het Hebreeuws n.sh.m. of נ.ש.מ “adem”) gebruiken, maar dat de mogelijkheid vrije keuzes te maken wordt bereikt door Yechida (van het Hebreeuwse woord “yachid”), het gedeelte van de ziel die verbonden is met God, het enige wezen dat niet gehinderd wordt door, of afhankelijk is van oorzaak en gevolg (vrijheid van wil behoort dus niet tot de wereld van de fysieke werkelijkheid, en verondersteld wordt dat de natuurfilosofie niet bij machte is dit te verklaren).